# Episyrphus balteatus
Episyrphus balteatus (лат.) — вид мух-журчалок из подсемейства Syrphinae.

## Описание
Муха длиной от 9 до 12 мм, длина крыла составляет 6—10 мм, хоботка — 2 мм.

## Экология и местообитания
Населяют в основном вересковые пустоши и луга.

### Питание
Личинки являются хищниками, охотятся на насекомых из семейства тлей (Aphididae).
Взрослые мухи питаются, главным образом, пыльцой, реже нектаром. Кормятся на цветках следующих видов: различные виды семейства астровых (Asteraceae), пикульник обыкновенный (жабрей) (Galeopsis tetrahit), дубровник скородония (Teucrium scorodonia), сивец луговой (Succisa pratensis), зверобой пятнистый (Hypericum maculatum), иван-чай (кипрей) (Epilobium angustifolium), наперстянка пурпурная (Digitalis purpurea), повой заборный (Calystegia sepium), щавель туполистный (Rumex obtusifolius), марь белая (Chenopodium album), таволга вязолистная (Filipendula ulmaria), борщевик обыкновенный (Heracleum sphondylium), ежевика сизая (Rubus fruticosus), колокольчик круглолистный (Campanula rotundifolia), мальва мускусная розовая (Malva moschata), болотница болотная (Eleocharis palustris) и вереск обыкновенный (Calluna vulgaris).

### Паразиты
На личинках этой мухи паразитирует несколько видов из отряда перепончатокрылых: Diplazon laetatorius (Ichneumonidae), Melanips opacus (Figitidae) и Pachyneuron formosum (Pteromalidae).

## Галерея

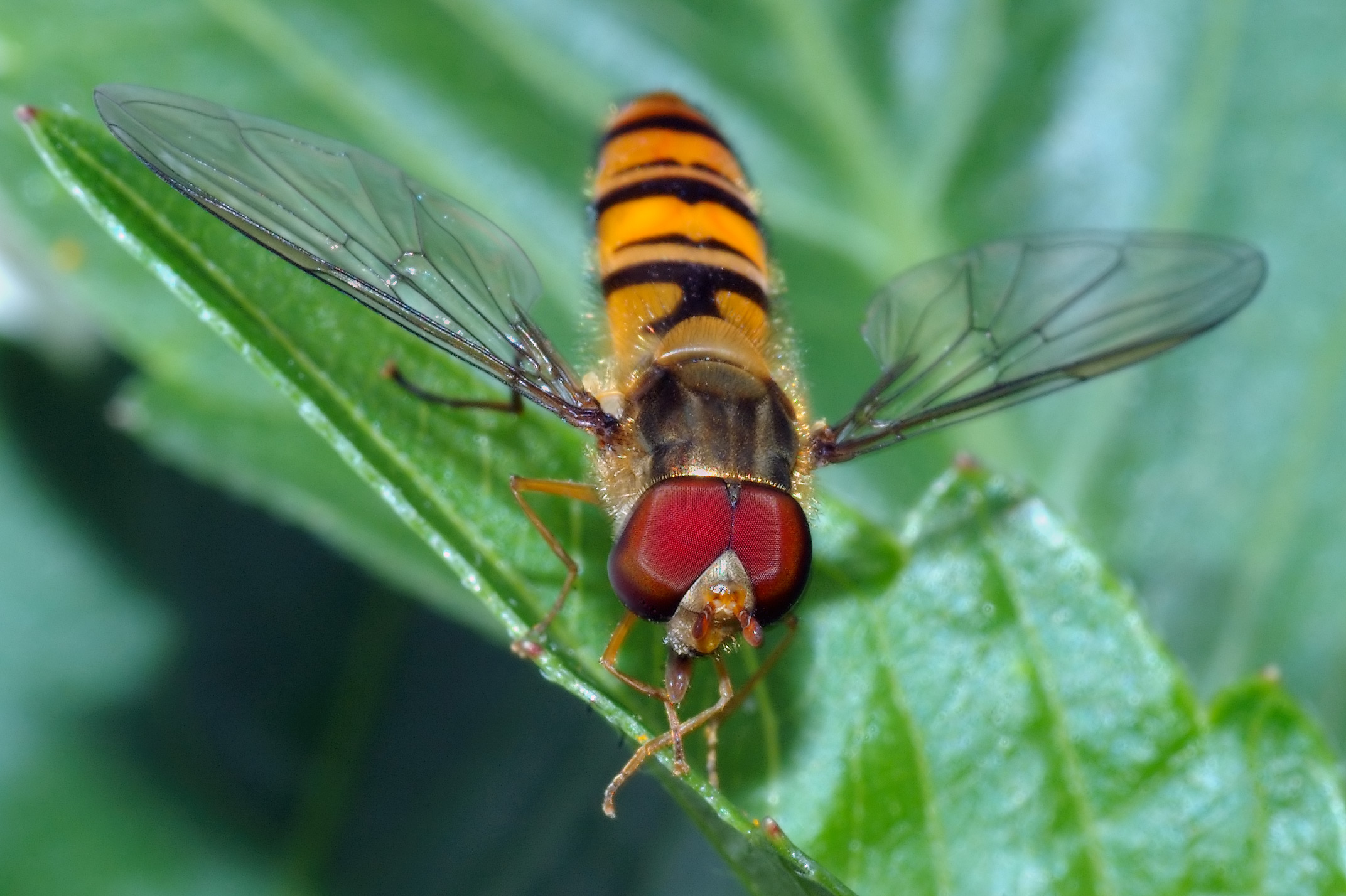
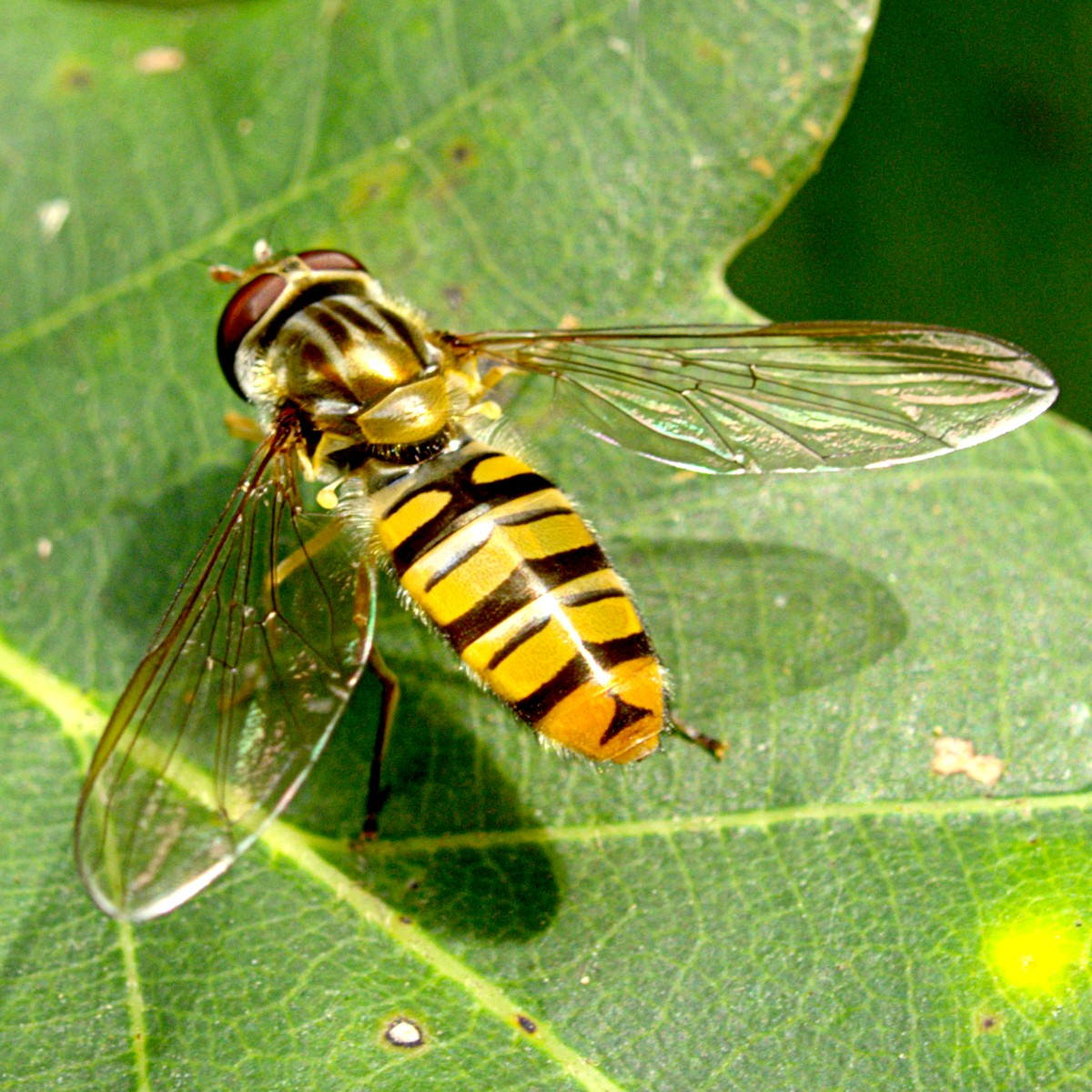
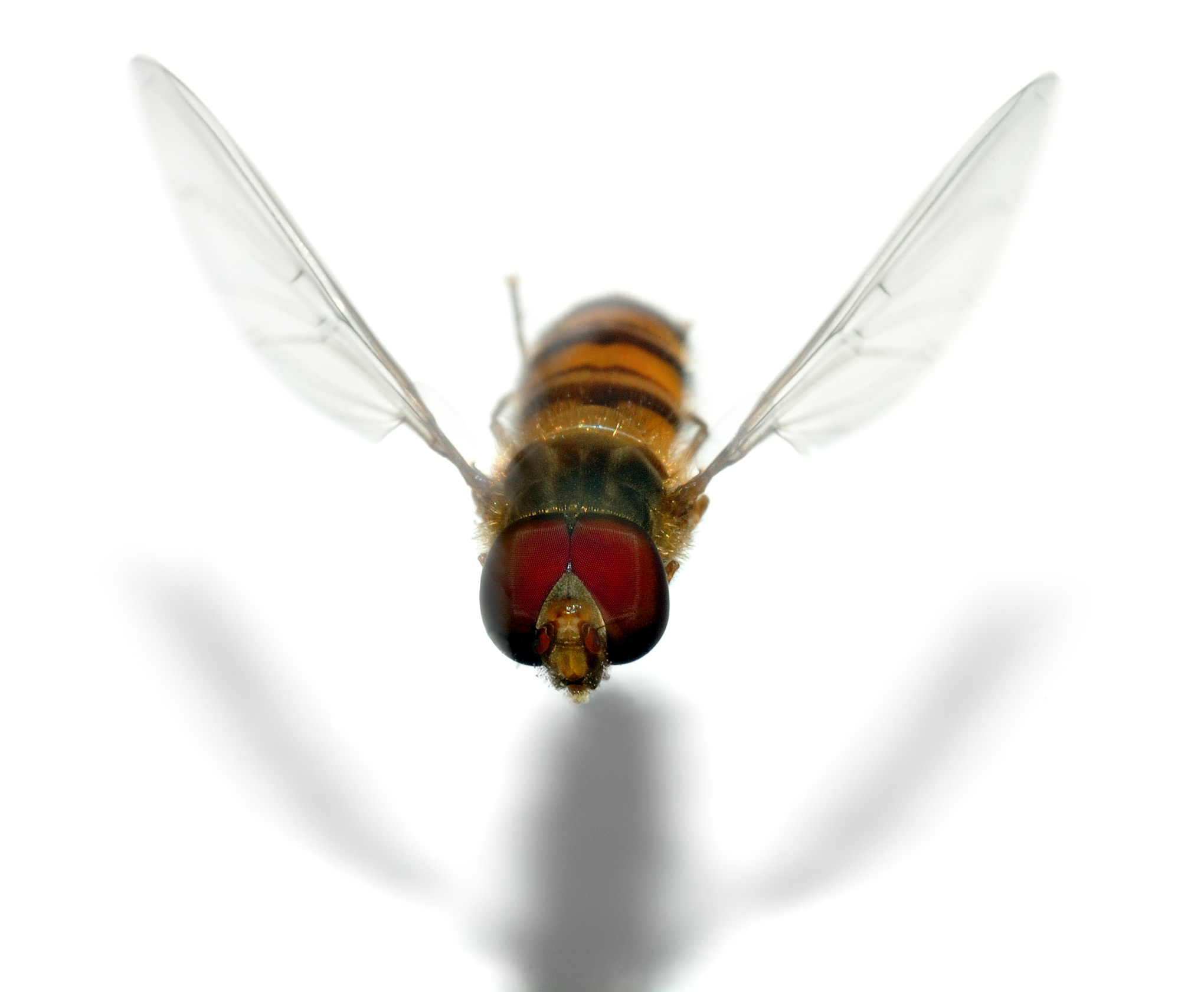
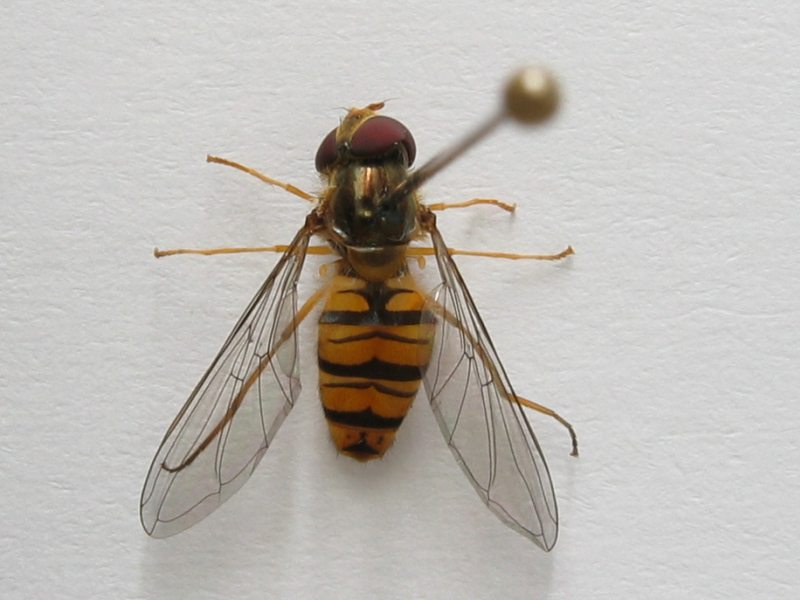
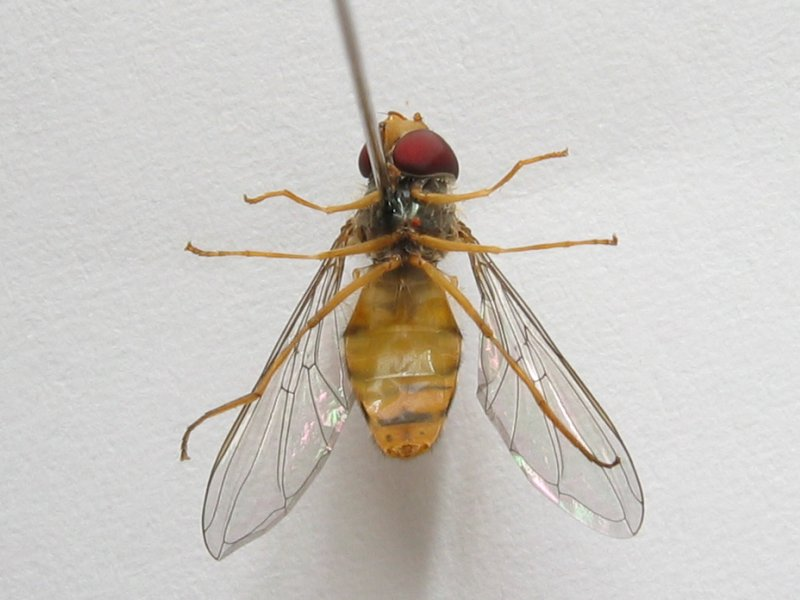
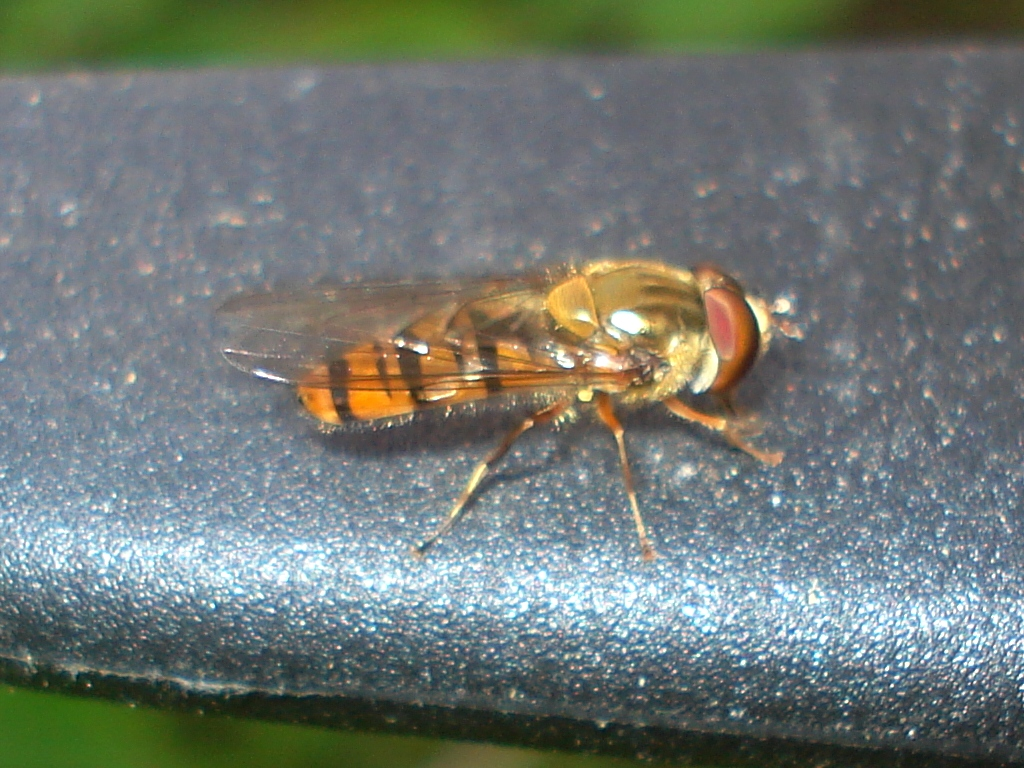